# Marcel Dassault
Marcel Dassault, nacido Marcel Ferdinand Bloch (París, 22 de enero de 1892 – †Neuilly-sur-Seine, 27 de abril de 1986) fue un ingeniero, empresario, político y productor de cine francés, considerado un pionero de la aviación, y conocido por ser el fundador y primer director ejecutivo de la compañía Dassault Aviation, hasta que fue sucedido en el cargo por su hijo Serge Dassault.